# Щепково-Ґеварти
Щепково-Ґеварти (пол. Szczepkowo-Giewarty) — село в Польщі, у гміні Яново Нідзицького повіту Вармінсько-Мазурського воєводства.
Населення — 42 особи (2011).
У 1975-1998 роках село належало до Ольштинського воєводства.

## Демографія
Демографічна структура станом на 31 березня 2011 року:
|          | Загалом | Допрацездатний вік | Працездатний вік | Постпрацездатний вік |
| -------- | ------- | ------------------ | ---------------- | -------------------- |
| Чоловіки | 24      | 3                  | 16               | 5                    |
| Жінки    | 18      | 2                  | 11               | 5                    |
| Разом    | 42      | 5                  | 27               | 10                   |